# Chevrolet Silverado EV
La Chevrolet Silverado EV è una autovettura elettrica prodotta dalla casa automobilistica statunitense Chevrolet a partire dal 2023.

## Contesto

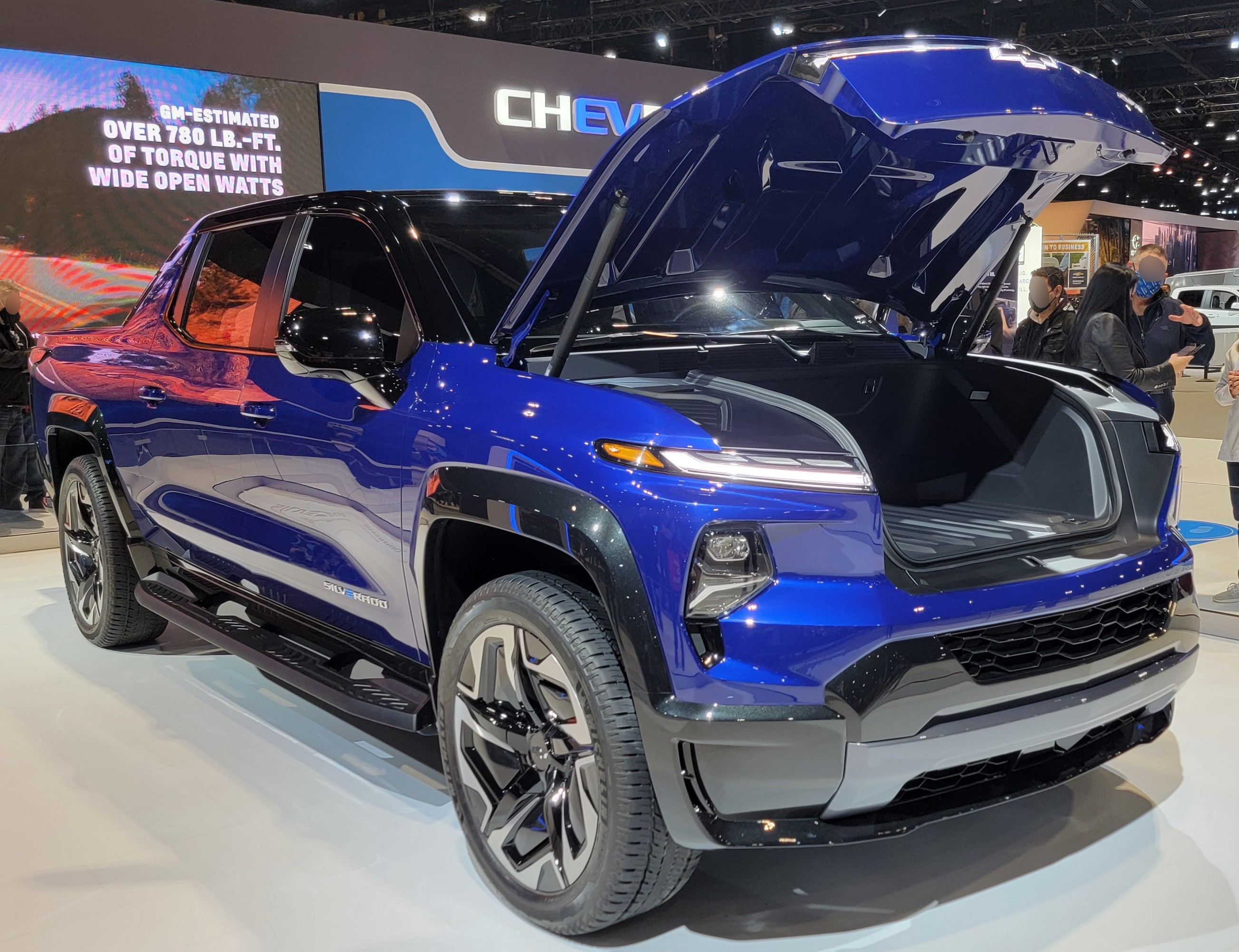
Dettaglio del vano bagagli anteriore

Nonostante utilizzi il nome Silverado, il veicolo non condivide nulla con l'omonimo modello alimentato a benzina, poiché è costruito su una versione accorciata della piattaforma elettrica BT1, condivisa e già utilizzata dalla GMC Hummer EV. È il primo pick-up elettrico di serie con marchio Chevrolet.
Il Silverado EV è stato presentato in anteprima al Consumer Electronics Show (CES) il 5 gennaio 2022. Invece di utilizzare la piattaforma a longheroni in acciaio con telaio separato dalla carrozzeria della coeva Silverado a benzina, utilizza la piattaforma BT1 venendo alimentata esclusivamente da motori elettrici con una batteria agli ioni di litio, appartenente al progetto Ultium. Sebbene il passo e la lunghezza siano simili al Silverado con motore a combustione interna, le proporzioni sono significativamente differenti, il che ha consentito ai progettisti di adottare un design esterno più aerodinamico e un abitacolo spostata in avanti per aumentare lo spazio interno. Al lancio è disponibile solo nella configurazione Crew Cab a quattro porte.
Tutti i modelli sono alimentati da due motori elettrici, uno anteriori e l'altro posteriore, con batteria da 200 kWh e sospensioni anteriori e posteriori indipendenti. Il cofano anteriore ospita un bagagliaio supplementare capace di accogliere tre valigie di grandi dimensioni.
La produzione avviene nello stabilimento Factory Zero (ex Detroit-Hamtramck Assembly) dalla fine di giugno 2023.

## Versioni e motori
Al momento della sua introduzione sul mercato sono disponibili due livelli di allestimento, che sono il WT (base) e la RST First Edition. Il WT ha una potenza di 510 CV (380 kW) e 834 Nm (85,0 kg⋅m) di coppia, mentre l'RST offre una potenza di 664 CV (495 kW) e 1060 N⋅m (108 kg⋅m).
La WT presenta un aspetto più semplice, ruote in acciaio verniciate in argento, paraurti anteriori e posteriori neri, mentre l'RST presenta un aspetto più sportivo con grandi cerchi in lega di alluminio, parte anteriore e paraurti posteriori e in tinta, interni rivestiti in pelle e pavimento in moquette. Entrambi gli allestimenti includono di serie un sistema di infotainment touchscreen con integrazione Apple CarPlay e Android Auto, nonché un ampio display LCD riconfigurabile a colori del quadro strument, fari anteriori a LED e climatizzatore automatico bizona.
L'allestimento RST First Edition presenta una modalità di guida chiamata Wide Open Watts, che consente di accelerare da 0 a 100 km/h (0-62 mph) in meno di 4,5 secondi. Inoltre è dotato di ruote da 24 pollici, sistema con quattro ruote sterzanti, sospensioni pneumatiche adattive che possono alzare o abbassare il veicolo di 51 mm e un sistema di guida semi-autonomo Super Cruise.
L'autonomia stimata è di circa 400 miglia sia con l'allestimento WT che con quello RST.